# Corymica brunnea
Corymica brunnea är en fjärilsart som beskrevs av W. Warren 1896. Corymica brunnea ingår i släktet Corymica och familjen mätare. Inga underarter finns listade i Catalogue of Life.